# Tala, Jalisco
Tala là một đô thị thuộc bang Jalisco, México. Năm 2005, dân số của đô thị này là 56291 người.